# كضرة قتبيت (مقشن)
كضرة قتبيت منطقة سكنية تقع في ولاية مقشن، التابعة لمحافظة ظفار في سلطنة عمان. يقدر عدد سكانها بـ 5 نسمة حسب إحصاء عام 2010 التابع للمركز الوطني للإحصاء والمعلومات الحكومي. رمز المنطقة هو 20830750.

## الوصلات الخارجية
- المركز الوطني للإحصاء والمعلومات، سلطنة عمان